# Díaz
Díaz é um município da Venezuela localizado no estado de Nueva Esparta.
A capital do município é a cidade de San Juan Bautista.